# マイショップ

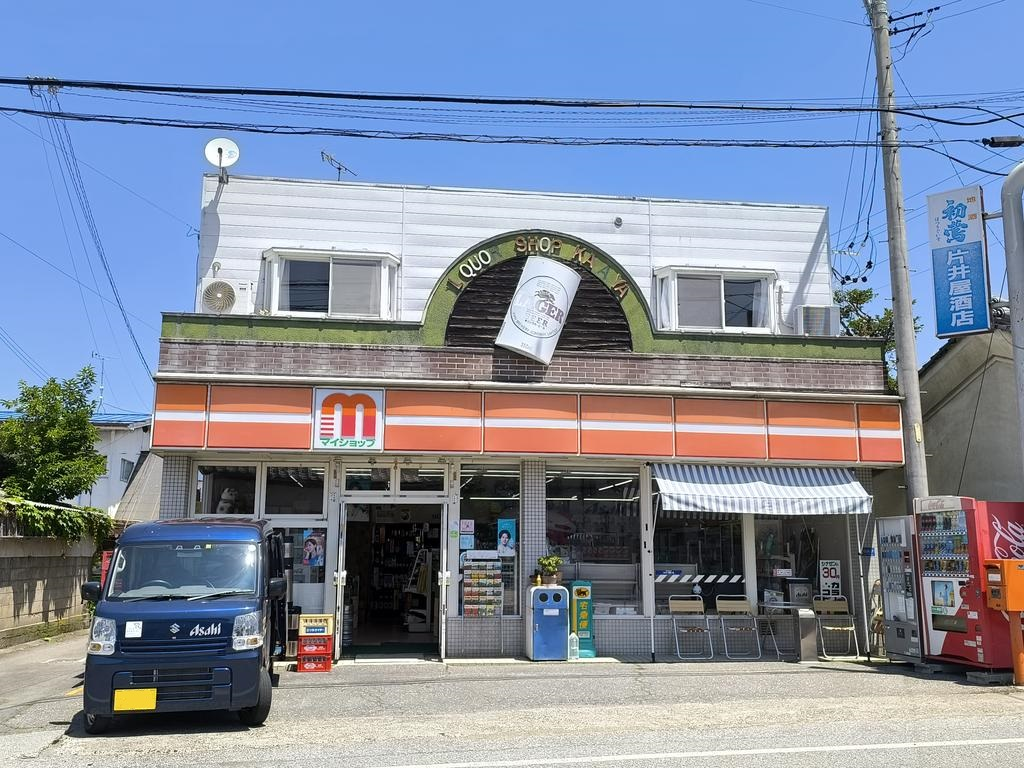
マイショップ片井屋酒店（長野県佐久市）

マイショップは、日本にかつて存在したコンビニエンスストアチェーン。日本のコンビニエンスストアの草分けの一つ。西日本を中心に店舗を展開していた。
ボランタリーチェーン方式を採用していたが、一方ではフランチャイズシステムを採用したグループを組織していた。

## 沿革
- 1966年12月 - 兵庫県で43店がメンバーとなり協同組合マイショップチェーンを設立。
- 1969年3月17日 - 大阪府豊中市に第一号店となる「マミイ」がオープン[2][3]。
- 1972年4月 - コンビニエンスストア運営の別会社、コンビニエントマイショップ株式会社を設立。
- 1973年6月 - 米国ショートストップ社と提携。
- 1974年4月 - 地区本部制を採用。
- 1976年 - 店舗数100店達成[4]。
- 1978年6月 - 首都圏に進出。
- 1980年9月 - Kマートと提携[5]。
- 1982年
  - 店舗数500店達成。
  - 商品の仕入れ業務、代金の決済業務を本部から、各地区本部に移す[6]。
- 1983年6月 - 地区本部会社の宮城マイショップ（本部：仙台市）が倒産[7]。
- 1984年 - スーパーバイザー研修の担当を本部から各地区本部に移す[6]。
- 1985年
  - 3月 - オンラインシステムの導入をめぐり、協同組合と一部地区本部の対立が表面化する[8]。
  - 8月 - 大阪地区の地区本部であったコンビニエントマイショップ（社長：稲垣有亮）が不動産投機に失敗したことなどから倒産。
- 1986年
  - 7月 - 協同組合マイショップチェーン理事長の稲垣有亮が逝去。
  - 9月 - 加盟店の半数となる200店がマイショップチェーン連盟を結成（本部：京都市）。日本ボランタリーチェーン協会に加盟を申請[9]。
  - 11月 - 協同組合マイショップチェーンが解散。12地域本部により、競合他社の情報交換等を行う任意団体マイショップチェーン連盟を結成。その後1989年に再結集の話もあったが、結局実現しなかった[10]。

## 特色

### 地区本部制
地方の有力企業と提携して地区本部会社を設立するという独特の方式でチェーン展開していた。
中央本部に過大な比重が掛かるのを避け、併せて地域密着姿勢を狙おうというもので、地区本部法人がその地域のチェーン化を進め、本部が商品開発、販売企画、経営指導、人材教育、商品提供などのノウハウを提供する仕組みとなっている。提携先は、店舗改装業者、食品、菓子問屋、労働者住宅協会など実に多彩であった。
地区本部は地元加盟希望店の調査と加盟店に対する経営指導が主な業務。調査や経営指導を地区本部に任せれば、それだけ本部の負担は軽くなり、効率経営が可能になると考えていた。
また、セブン-イレブンやローソンは県外資本として、地元小売店などから敵対視されていたが、マイショップは商品納入も地元業者を起用していた為、こうした批判が出なかった。
地区本部法人一覧
(1981年時点)
- (株)東日本マイショップ
- (株)マイショップ東京ジャパン（1979年8月設立[13]。1987年1月、1982年に設立されたマイショップ北関東に統合[14]）
- (株)宮城マイショップ（1979年7月設立、高松店(ニコマートが営業権引き継ぎ)を本店とし宮城県内に最大9店舗展開。1983年宮城マイショップ倒産[7]）
- (株)神奈川マイショップ（1979年設立[15]）
- (株)京都マイショップ（1980年4月設立[13]）
- (株)姫路マイショップ
- (株)日本海マイショップ
- 広島マイショップ(株)（1977年10月設立[16]）
- (株)山陰マイショップ
- 山陽マイショップ(株)
- 北近畿マイショップ(株)
- 滋賀マイショップ(株)
- (株)奈良マイショップ
- 北陸マイショップ(株)（1976年設立[17]）
- 山口マイショップ(株)
- 南大阪マイショップ(株)
- (株)和歌山マイショップ
- 愛知マイショップ(株)
- (株)岡山マイショップ
- 瀬戸内商事(株)
- 南四国マイショップ(株)
- 高知マイショップ(株)
- (株)九州マイショップ
- (株)南日本マイショップ
- (株)西日本マイショップ
- (株)沖縄マイショップ
- (株)熊本マイショップ
- 宮崎マイショップ

### VCとFCの二つの顔
最上位に、小売主宰のボランタリーチェーン(VC)・協同組合マイショップチェーンが存在し、協同組合はコンビニエント・マイショップに対し、指導面での業務を委託している。
コンビニエント・マイショップは、中央本部とも呼ばれるフランチャイザー会社で、京阪神地方では小売店舗と直接の契約を持ちつつ、中央本部として各地の地区本部の指導も担っている。この様な複雑な組織構造となっているのは、拡大の過程で地区本部制の導入に踏み切ったことによる影響である。
なお、フランチャイズシステムに移行したのは、VCという曖昧な活動では加盟店の生産性があがらないという事情があったからとされている。

### 商品構成
1979年の時点で、店舗数、売上高共に業界1位に登りつめていたセブン-イレブンは、一般食品61%、雑貨類21%、生鮮食品6%となっているのに対して、マイショップでは一般食品46%、生鮮食品45%、雑貨類9% と生鮮食品の割合が高いのが特徴であった。
標準店の取扱品目数は、セブンイレブンが平均3,500品目に対し、マイショップは2,000品目であった。

### 問題点
- 多店舗展開が地区本部会社任せの為、中央本部のイキの掛かった統一的なチェーン展開ができるのか、当時から疑問となっていた[1]。
- 同一店内にミニスーパー的な要素とアメリカ型CVS的な要素が同居していて、違和感がある店構えであった。
- マイショップの加盟はすべて稲垣理事長が見て最終的な決断を下していた（1979年時点）[19]。システムとして動かなくてはならないチェーンでありながら、システム化が不十分であった。
- 商流、物流は菱食任せの為、「VCというよりも経営コンサルタント会社と呼んだほうが相応しい」と関係者から皮肉られていた[20]。